# Caboclo
|  | No s'ha de confondre amb el soldat esclau musulmà mameluc. |

Caboclo, caboco, mameluco, cariboca o curiboca és el mestís de blanc i indi. També era l'antiga designació dels indígenes brasilers. També pot ser sinònim de caipira. El mestissatge de blanc amb caboclo és la cariboca o curibboca, denominació que també es fa servir per als fills de blancs i indis.

## Etnònim
El nom va ser donat pels primers colons portuguesos a terres brasileres als mestissos. Els mamelucos que van destacar a la llavors colònia portuguesa van ser els bandeirantes, que van col·laborar per a l'ampliació del territori, fins aleshores limitat pel Tractat de Tordesillas. Així, alguns van destacar a la llavors colònia portuguesa (segles xvi-xix) com a pioners, exploradors que es dedicaven a la captura d'indis i a la recerca de metalls preciosos, contribuint a l'expansió del territori brasiler més enllà de les fronteres delimitades en aquell moment pel Tractat de Tordesillas.

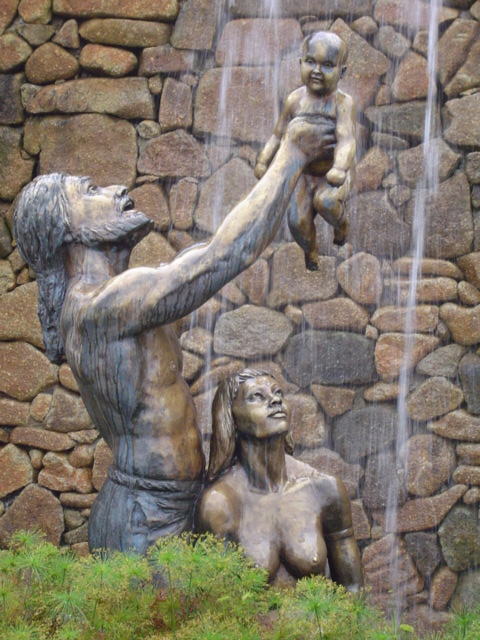
Naixement d'un caboclo, representat al Monument als Bandeirantes a Santana de Parnaíba (Brasil)
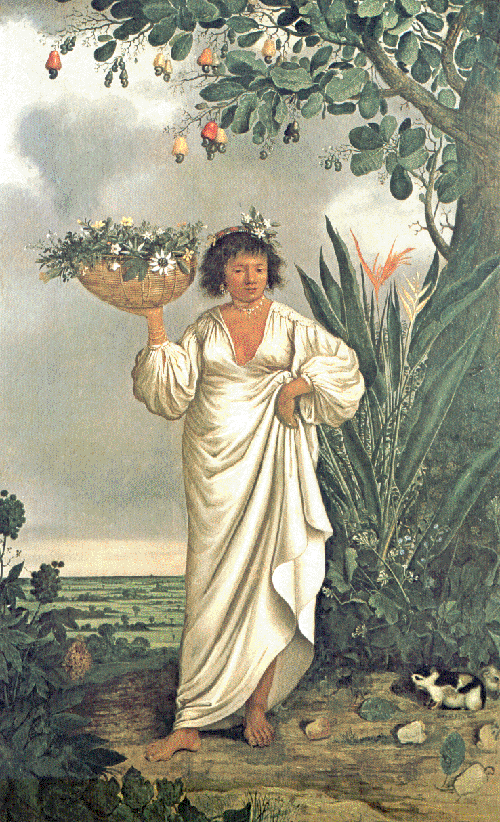
Dona mameluca, d'Albert Eckhout (c. 1641-1644)
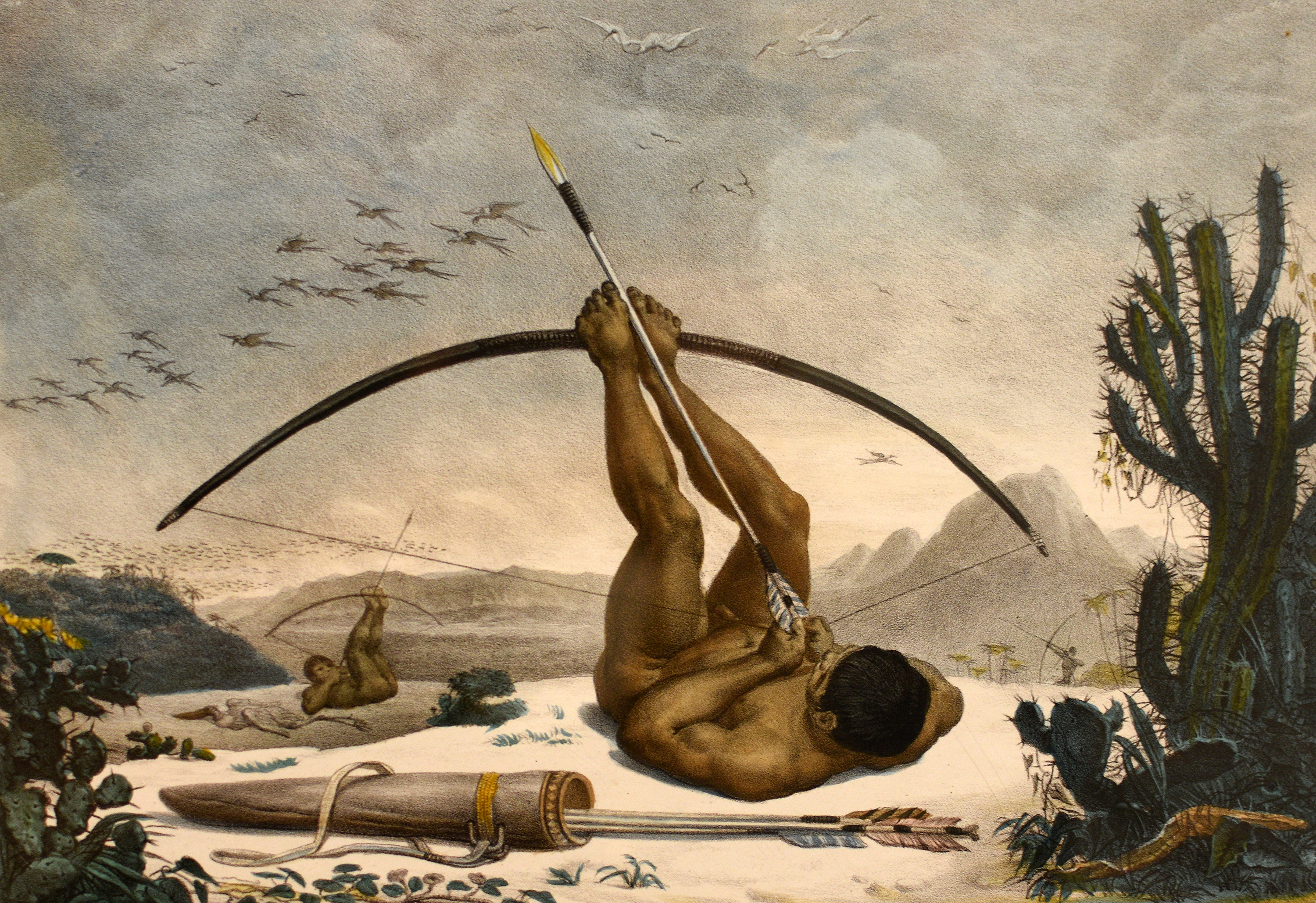
Cabloco, pintura de Jean-Baptiste Debret (1834). Demostració de tir amb arc davant d'estrangers, a São Lourenço; el terme cabloco designa aquí indis civilitzats i batejats

A Amèrica del Sud, mameluco (més conegut com a caboclo) també és el terme utilitzat per identificar els mestissos. Aquest terme era utilitzat a Portugal des de l'Edat Mitjana, que deriva de la paraula àrab de mameluc, designant els esclaus alliberats que esdevingueren soldats. Per extensió, el terme portuguès designa la primera generació de mestissos resultant de les unions entre europeus i amerindis. Als segles xvii i xviii, mameluco es referia a bandes organitzades per colonitzadors (mestissos o no) caçadors d'esclaus. Els mamelucos van ser, en la seva majoria, exploradors que van recórrer l'interior d'Amèrica del Sud des de l'Atlàntic fins als vessants dels Andes, i des del riu Paraguai fins al riu Orinoco, fent incursions a les zones indígenes a la recerca de metalls preciosos.
La paraula caboclo també pot ser sinònim de tapuiu, terme despectiu emprat per determinats pobles indígenes quan es referien a individus d'altres grups ètnics.
També és el nom amb el qual es coneixen diverses entitats llegendàries indígenes, o de manifestacions religioses, com el caboclo que s'incorpora en els ritus de Candomblé de Caboclo, en la Macumba, en Batuque i en Umbanda.

## Etimologia
Segons el Diccionari Aurélio, «caboclo» prové del tupí kari'boka, que significa «fill de l'home blanc». El tupinòleg Eduardo de Almeida Navarro argumenta que «caboclo» es va originar a partir del terme tupí kuriboka, que, en un principi, designava el fill d'un indi i d'un africà. Més tard, kuriboka també es referiria al fill de mare índia i pare blanc, i més tard al mestís de caboclos i blancs.
Câmara Cascudo, al Dicionário do Folclore Brasileiro, defensa la forma «caboco». A més, no va trobar cap fonament en les diferents hipòtesis etimològiques existents per al terme, com la que pretén derivar del tupi caa-boc, «el que ve del bosc», o de kari'boca, «fill de l'home blanc».

## Descripció
Els caboclos formen el grup de població més nombrós a la Regió Nord del Brasil (Amazònia) i en alguns estats de la Regió Nord-est del Brasil (Rio Grande do Norte, Piauí, Maranhão, Alagoas, Ceará i Paraíba). No obstant això, quantificar el nombre de persones considerades caboclos al Brasil és una tasca difícil, ja que, segons els mètodes utilitzats per l'Institut Brasiler de Geografia i Estadística en els seus censos, els caboclos s'inclouen en el recompte del 44,2% de les persones considerades pardos al Brasil, grup que inclou també mulats, cafuzos i diverses altres combinacions de la mescla de negres o indis amb altres races, com ara negre i oriental, indi i oriental, negre, indi i blanc, negre, indi i oriental, etc.
Segons l'investigador mexicà Lizcano, basant-se en una estimació no genètica, els caboclos (mestizos) formen el 12% de la població del Brasil.
Els atributs que defineixen la categoria social dels caboclos són econòmics, polítics i culturals. En aquest sentit, el terme fa referència als petits agricultors familiars de l'Amazònia que viuen de l'explotació dels recursos forestals. Els principals atributs culturals que distingeixen els caboclos dels petits productors de la immigració recent són el coneixement del bosc, els hàbits alimentaris i els patrons d'habitatge. Tanmateix, a causa dels seus atributs econòmics similars, tant els caboclos com els immigrants es poden situar en la categoria social més àmplia d'agricultors.

## Jornades de celebració dels grups racials al Brasil
- Al Brasil, el Dia do Caboclo (Dia del Caboclo), celebrat anualment el 24 de juny, en celebració de les contribucions i la identitat dels caboclos originals i els seus descendents. Aquesta data és un dia festiu oficial a l'estat de l'Amazones.
- El Dia do Mestiço (Dia del Mestís), celebrat anualment el 27 de juny, tres dies després del Dia del Caboclo, en celebració de tots els mestissos brasilers, inclosos els caboclos. La data és un dia festiu oficial a tres estats brasilers.
- El Dia do Índio (Dia de l'Índi), celebrat anualment el 19 d'abril, reconeix i honra els pobles indígenes del Brasil.
- El Dia da Consciência Negra (Dia de la Consciència Negra), celebrat anualment el 20 de novembre com un dia «per celebrar la recuperació de la consciència per part de la comunitat negra sobre el seu gran valor i contribució al país». La data és un dia festiu oficial a cinc estats brasilers.